# Mona Charen
Mona Charen est une analyste politique américaine née à New York. Elle est une chroniqueuse, journaliste et commentatrice politique américaine. Elle a écrit quatre livres : "Useful Idiots: How Liberals Got it Wrong in the Cold War and Still Blame America First" (2003), "Do-Gooders: How Liberals Hurt Those They Claim to Help (and the Rest of Us)" (2005), tous deux best-sellers du New York Times, "Sex Matters: How Modern Feminism Lost Touch with Science, Love, and Common Sense" (2018) et "Hard Right: The GOP's Drift Toward Extremism" (2023). Elle a également été panéliste hebdomadaire sur CNN's Capital Gang jusqu'à son annulation. Conservatrice politique, elle écrit souvent sur la politique étrangère, le terrorisme, la politique, la pauvreté, la structure familiale, la moralité publique et la culture. Elle est également connue pour ses vues généralement pro-israéliennes.